# Xã Tionesta, Quận Forest, Pennsylvania
Xã Tionesta (tiếng Anh: Tionesta Township) là một xã thuộc quận Forest, tiểu bang Pennsylvania, Hoa Kỳ. Năm 2010, dân số của xã này là 729 người.